# Kebonharjo (Polanharjo)
Kebonharjo is een bestuurslaag in het regentschap Klaten van de provincie Midden-Java, Indonesië. Kebonharjo telt 1425 inwoners (volkstelling 2010).